# Eduardo Sued
Eduardo Sued (Rio de Janeiro, 1925) é um pintor, gravador e desenhista brasileiro.

## Biografia
O artista não se vincula a nenhum movimento específico. Sua carreira teve uma breve etapa pautada no figurativismo, mas logo se encaminha para abstração geométrica. Tende a ser classificado atualmente como "concretista" ou "construtivista".
Cursou a Escola Nacional de Engenharia, no Rio de Janeiro, de 1946 a 1948, não concluindo o curso. No ano seguinte estudou desenho e pintura com Henrique Boese, também no Rio. Entre 1950 e 1951, trabalhou como desenhista no escritório do arquiteto Oscar Niemeyer (1907).
Em 1951 recebe, através da embaixada francesa, a bolsa Étudiant Patronné e viaja para Paris, onde frequenta as academias La Grande Chaumière e Julian. Em sua estada na capital francesa, entra em contato com as obras de Pablo Picasso, Joan Miró, Henri Matisse e Georges Braque.
Retorna ao Rio de Janeiro em 1953. Para estudar gravura em metal, frequenta o ateliê de Iberê Camargo, de quem, mais tarde, se torna assistente. Leciona desenho e pintura na Escolinha de Arte do Brasil, em 1956, e na Escola Hebraica do Rio de Janeiro.
No ano seguinte, transfere-se para São Paulo, onde ministra aulas de desenho, pintura e gravura na Fundação Armando Álvares Penteado (FAAP), de 1958 a 1963.
Em 1964, volta a morar no Rio de Janeiro e publica o álbum 25 Gravuras, que se constitui de águas-fortes - processo químico de gravação sobre chapa metálica.
Nos anos 1970, aproxima-se das vertentes construtivistas, desenvolvendo sua obra a partir da reflexão acerca de Piet Mondrian e da Bauhaus. Nessa época (de 1974) até 1980, ministra aulas de gravura em metal no Museu de Arte Moderna do Rio de Janeiro - MAM/RJ.
Dos trabalhos figurativos do início da carreira, passa às colagens e pinturas, cujo rigor e requinte na construção cromática apareceriam principalmente nos anos 1980.
Na década de 1990, a pincelada, antes imperceptível, torna-se marcada, descontínua, demonstrando que o caráter construtivo parte da forma, passa pela cor e atinge a realização pelo gesto.
Realizou diversas exposições individuais: no Museu de Arte Moderna do Rio de Janeiro (1982), Paço Imperial (1992), Museu Nacional de Belas Artes (1994) e no Centro de Arte Hélio Oiticica (1998). Participou de coletivas no Brasil e no exterior, incluindo a  Bienal de São Paulo e a Bienal de Veneza.
Segundo Ronaldo Brito, a pintura de Sued se constrói "rigorosa e articulada. Espaço e cor resultam de um pensamento cerrado - variações mínimas, cálculos e compatibilidades quase infinitesimais garantem a identidade indiscutível de cada tela."